# ラノーン空港
ラノーン空港（ラノーンくうこう、タイ語 : ท่าอากาศยานระนอง 、英語 : Ranong Airport ）は、タイ王国南部、ラノーン県ムアンラノーン郡ラーチャクルート町（タンボン）にある空港。

## 施設
滑走路は02/20方向に2,000m (6,562 ft) の長さの物が1本あり、誘導路は無く航空機は滑走路の両端で折り返す。空港ターミナルビルにボーディング・ブリッジはなく乗客は搭乗検査後、徒歩にて駐機場まで向かう。

## 就航航空会社と就航都市

### 国内線
| 航空会社   | 就航地                     |
| ---------- | -------------------------- |
| ノックエア | ドンムアン空港（バンコク） |